# Melithaea caledonica
Melithaea caledonica is een zachte koraalsoort uit de familie Melithaeidae. De koraalsoort komt uit het geslacht Melithaea. Melithaea caledonica werd in 1999 voor het eerst wetenschappelijk beschreven door Grasshoff. 